# Rhaptothyreus typicus
Rhaptothyreus typicus is een rondwormensoort uit de familie van de Rhaptothyreidae. De wetenschappelijke naam van de soort is voor het eerst geldig gepubliceerd in 1969 door Hope & Murphy.